# Мевля, Нейц
Нейц Мевля (словен. Nejc Mevlja; род. 12 июня 1990, Любляна) — словенский футболист, защитник словенского клуба «Горица». Брат-близнец Михи Мевля.

## Биография

### Клубная карьера
Профессиональную карьеру начал в словенском клубе «Горица», за который дебютировал 5 декабря 2009 года в матче чемпионата Словении против люблянской «Олимпии», выйдя на замену на 76-й минуте встречи. 24 сентября 2012 года перешёл в клуб «Марибор», в составе которого стал чемпионом и обладателем кубка Словении. зимой 2014 года перешёл в клуб шотландского Чемпионшипа «Ливингстон». В мае того же года покинул команду, оставшись в статусе свободного агента. 10 сентября 2014 года подписал контракт с клубом чемпионата Румынии «Пандурий», в составе которого провёл 2 матча. зимой 2015 года перешёл в клуб чемпионата Боснии и Герцеговины «Зриньски». В июле того же года покинул клуб, вновь оставшись свободным агентом. 19 октября 2015 года подписал контракт со своим бывшим клубом «Горица». 19 июля 2016 перешёл в клуб швейцарской Челлендж-лиги «Шаффхаузен».

### Карьера в сборной
Выступал за юношескую и молодёжную сборную Словении.

## Достижения
«Марибор»
- Чемпион Словении: 2012/13
- Обладатель Кубка Словении: 2013